# Masa efektywna
Masa efektywna – odpowiednik masy dla ciał (cząstek) znajdujących się w środowisku materialnym, z którym oddziałują. Pojęcie masy efektywnej jest wygodne w szczególności do opisu własności dynamiki elektronów i dziur elektronowych w półprzewodnikach. Stosując masę efektywną w równaniach ruchu, automatycznie uwzględnia się obecność otaczających pól bez potrzeby ich dokładnej analizy. Masa efektywna może być zarówno mniejsza, jak i większa od masy spoczynkowej tego samego ciała w próżni. Może być też ujemna.
W środowisku materialnym (np. krysztale) zmienia się zależność dyspersyjna cząstki ε(k) z parabolicznej dla próżni (dla cząstki nierelatywistycznej) na pochodną:
{\displaystyle \varepsilon (\mathbf {k} )={\frac {\hbar ^{2}{k}^{2}}{2m}}\rightarrow \varepsilon (\mathbf {k} )={\frac {\hbar ^{2}{k}^{2}}{2m^{*}}}.}
Formalnie masę efektywną definiuje się przez tensor odwrotności masy efektywnej:
{\displaystyle \left[{\frac {1}{m^{*}}}\right]_{ij}={\frac {1}{\hbar ^{2}}}\cdot {\frac {d^{2}\varepsilon }{dk_{i}dk_{j}}}.}
W przypadku ośrodka izotropowego masa efektywna staje się skalarem:
{\displaystyle m^{*}=\hbar ^{2}\cdot \left[{\frac {d^{2}\varepsilon }{dk^{2}}}\right]^{-1}.}
| Półprzewodnik                 | Masa efektywna elektronu | Masa efektywna dziury |
| ----------------------------- | ------------------------ | --------------------- |
| pierwiastki z grupy IV        |                          |                       |
| krzem, Si                     | 0,36 me                  | 0,81 me               |
| german, Ge                    | 0,55 me                  | 0,37 me               |
| związki azotowców z borowcami |                          |                       |
| antymonek indu, InSb          | 0,013 me                 | 0,3 me                |
| fosforek indu, InP            | 0,08 me                  | me                    |
| arsenek galu, GaAs            | 0,067 me                 | 0,45 me               |
| azotek galu, GaN              | 0,22 me                  | 0,8 me                |
| azotek indu, InN              | 0,045 me                 | 0,6 me                |

gdzie me = 0,511 MeV/c² jest masą elektronu w próżni.